# 聖馬科斯德科隆

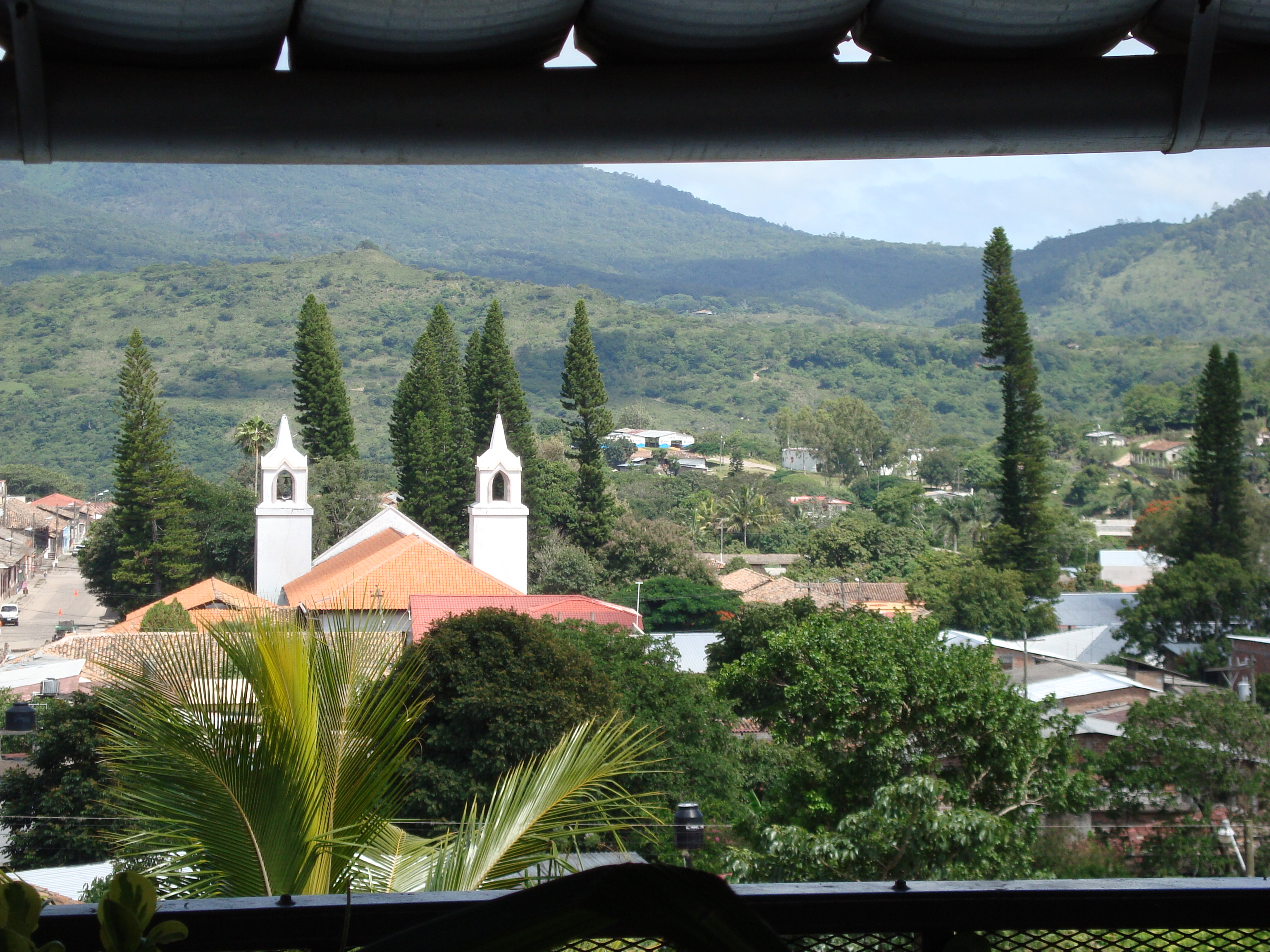

聖馬爾科斯德科隆是洪都拉斯的城市，位於該國南部，毗鄰與尼加拉瓜接壤的邊境，始建於1824年，面積562.9平方公里，海拔高度960米，2003年人口約22,500。